# Pollard (Arkansas)
Pollard – miasto w Stanach Zjednoczonych, w stanie Arkansas, w hrabstwie Clay.